# Ashvamedha

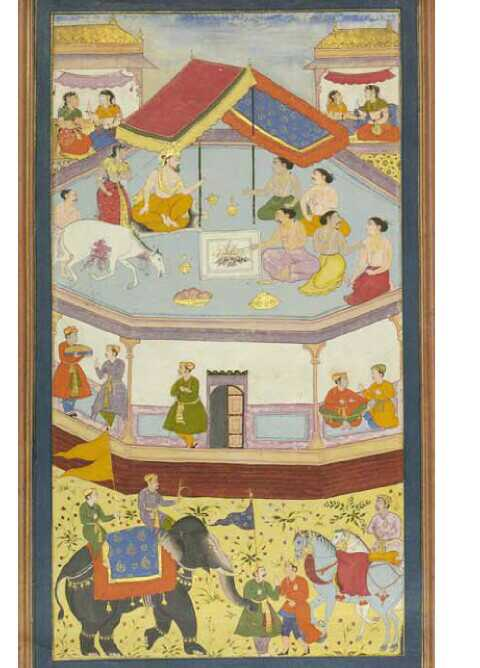
Ashwamedha door Yudhishthira

Ashvamedha (Sanskriet: अश्वमेध, aśvamedhá, paardenoffer) was in de Vedische religie, de voorloper van het hindoeïsme, een belangrijk ritueel dat diende om de positie en macht van de koning (radja) te bevestigen. Een door brahmaanse priesters gewijd paard werd losgelaten en gedurende een jaar gevolgd. Het gebied waar het paard doorheen liep, werd beschouwd als grondgebied van de betreffende koning. Als het paard gehinderd werd, diende de vorst zich het gebied met militaire middelen eigen te maken. De ashvamedha bepaalde op die manier over welk gebied de digvijaya, de veroveringstochten van de vorst, zich uitstrekten. Na een jaar werd het paard geofferd. De belangrijkste vrouw van de koning diende daarna rituele geslachtsgemeenschap met het dode dier te hebben. De andere vrouwelijke leden van het hof dansten ondertussen met ontbonden haar rond vrouw en paard, daarbij hymnes zingend met zeer expliciete teksten.
Paardenoffers worden beschreven in de Rigveda, maar het ritueel van ashvamedha wordt alleen volledig beschreven in de Yajoerveda. Aanvullend commentaar is te vinden in de Shatapatha-Brahmana. In de epen Mahabharata en Ramayana is sprake van het ritueel.
Historisch gezien raakte het ritueel waarschijnlijk in onbruik tijdens de (boeddhistische) Mauryakeizer Asoka (3e eeuw v.Chr.), voor wie dierenoffers tegen het principe van ahimsa (geweldloosheid) indruisten. Tijdens de Shungadynastie (2e eeuw v.Chr.) werd de ashvamedha opnieuw uitgevoerd. Ook de Gupta's (4e eeuw n.Chr.) voerden ashvamedha uit. Daarna kwam het ritueel slechts sporadisch voor. Voor zover bekend was de laatste ashvamedha in 1716, door maharadja Jai Singh II van Amber.
1. ↑  Indo-European and the Indo-Europeans, Thomas V. Gamkrelidze, Vjaceslav V. Ivanov et.al.